# Carbon (Alberta)
Pour les articles homonymes, voir Carbon.
Carbon est un village (village) du Comté de Kneehill, situé dans la province canadienne d'Alberta.

## Démographie
En tant que localité désignée dans le recensement de 2011, Carbon a une population de 592 habitants dans 208 de ses 226 logements, soit une variation de 3.9% avec la population de 2006. Avec une superficie de 2,002 4 km2, village possède une densité de population de 295,645 2 hab/km2 en 2011.
Concernant le recensement de 2006, Carbon abritait 570 habitants dans 212 de ses 228 logements. Avec une superficie de 2,002 4 km2, le village possédait une densité de population de 284,7 hab/km2 en 2006.
| 2001 | 2006 | 2011 | 2016 |
| ---- | ---- | ---- | ---- |
| 530  | 570  | 592  | 454  |